# Impatiens mysorensis
Impatiens mysorensis är en balsaminväxtart som beskrevs av Albrecht Wilhelm Roth. Impatiens mysorensis ingår i släktet balsaminer, och familjen balsaminväxter. Inga underarter finns listade i Catalogue of Life.